# Ludwig Adenauer
Ludwig Adenauer (* 20. Februar 1902 in Köln; † 22. November 1971 in Düsseldorf) war ein deutscher Beamter, der zuletzt als Staatssekretär in Nordrhein-Westfalen tätig war.

## Leben
Adenauer war ein Sohn des Juristen August Adenauer, des ältesten Bruders von Konrad Adenauer. Er besuchte das Gymnasium in Köln und studierte anschließend Rechtswissenschaften in Bonn, Köln, Freiburg im Breisgau und München. Seit 1924 war er Referendar und 1927 bestand Adenauer die Assessorprüfung. Als solcher war er beim Kreis Moers, der Regierung in Münster und von 1933 bis 1939 bei der Regierung in Liegnitz tätig. Dort wurde er zum Regierungsrat ernannt.
Nach einer kurzen Zeit bei der Regierung in Minden wurde Adenauer noch 1939 als Reserveoffizier Soldat im Zweiten Weltkrieg. Schwer verwundet blieb ihm 1945 die Kriegsgefangenschaft erspart.
Adenauer war seit 1945 im Range eines Oberregierungsrates Wirtschaftsdezernent der Regierung in Minden beziehungsweise nach dem Zusammenschluss von Nordrhein-Westfalen und Lippe bei der Regierung Detmold.
Zwischen 1949 und 1953 war Adenauer als Ministerialrat im Finanzministerium von Nordrhein-Westfalen tätig. Danach war er bis 1959 Ministerialdirigent im Innenministerium Leiter der Kommunalabteilung. Dort war er vor allem zuständig für die kommunale Neugliederung und die Gebietsreform. Zwischen 1959 und 1962 war Adenauer Staatssekretär im Kultusministerium. In dieser Zeit war er maßgeblich mitbeteiligt an den Planungen zur Gründung der Ruhr-Universität Bochum. Außerdem fiel in seine Amtszeit die Gründung der Kunstsammlung Nordrhein-Westfalen.
Von August 1962 bis 1967 war Adenauer Staatssekretär in Innenministerium von Nordrhein-Westfalen. Seit 1966 war er Vorsitzender einer nach ihm Adenauer-Kommission genannten Arbeitsgruppe, die sich mit der Neugliederung der Gemeinden im ländlichen Raum befasste. Die ausgearbeiteten Pläne wurden vom Landeskabinett unter dem gerade neu ins Amt gekommenen Ministerpräsidenten Heinz Kühn im Dezember 1966 gebilligt. Die Gebietsreform wurde dann in verschiedenen Schritten unter dem Nachfolger Adenauers in der Kommission Fritz Rietdorf bis 1975 umgesetzt.
Ludwig Adenauer war verheiratet mit Margarete Adenauer, geborene Humpert. Ihr gemeinsamer Sohn war der 1934 in Liegnitz geborene Rechtsanwalt und Bankdirektor Hans Günther Adenauer.

## Ehrungen
- 1967: Großes Verdienstkreuz mit Stern der Bundesrepublik Deutschland